# Зафин
Зафин (нем. Safien) — деревня и бывшая коммуна в Швейцарии, в кантоне Граубюнден.
1 января 2013 года вместе с коммунами Валендас, Тенна и Ферзам вошла в состав новой коммуны Зафинталь.
Входит в состав региона Сурсельва (до 2015 года входила в округ Сурсельва).
Население составляет 324 человека (на 31 декабря 2006 года). Официальный код — 3651.

## Фотографии

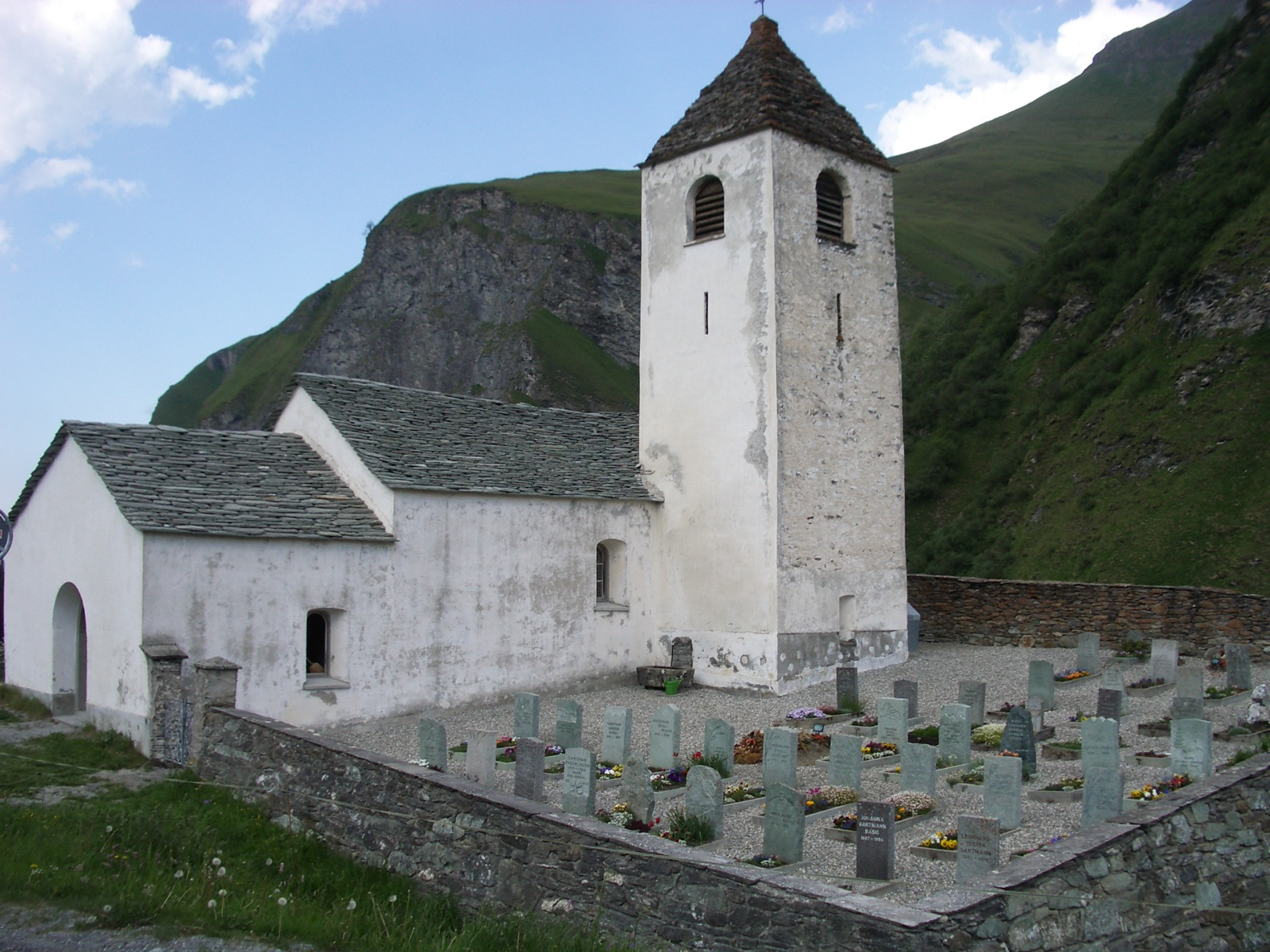
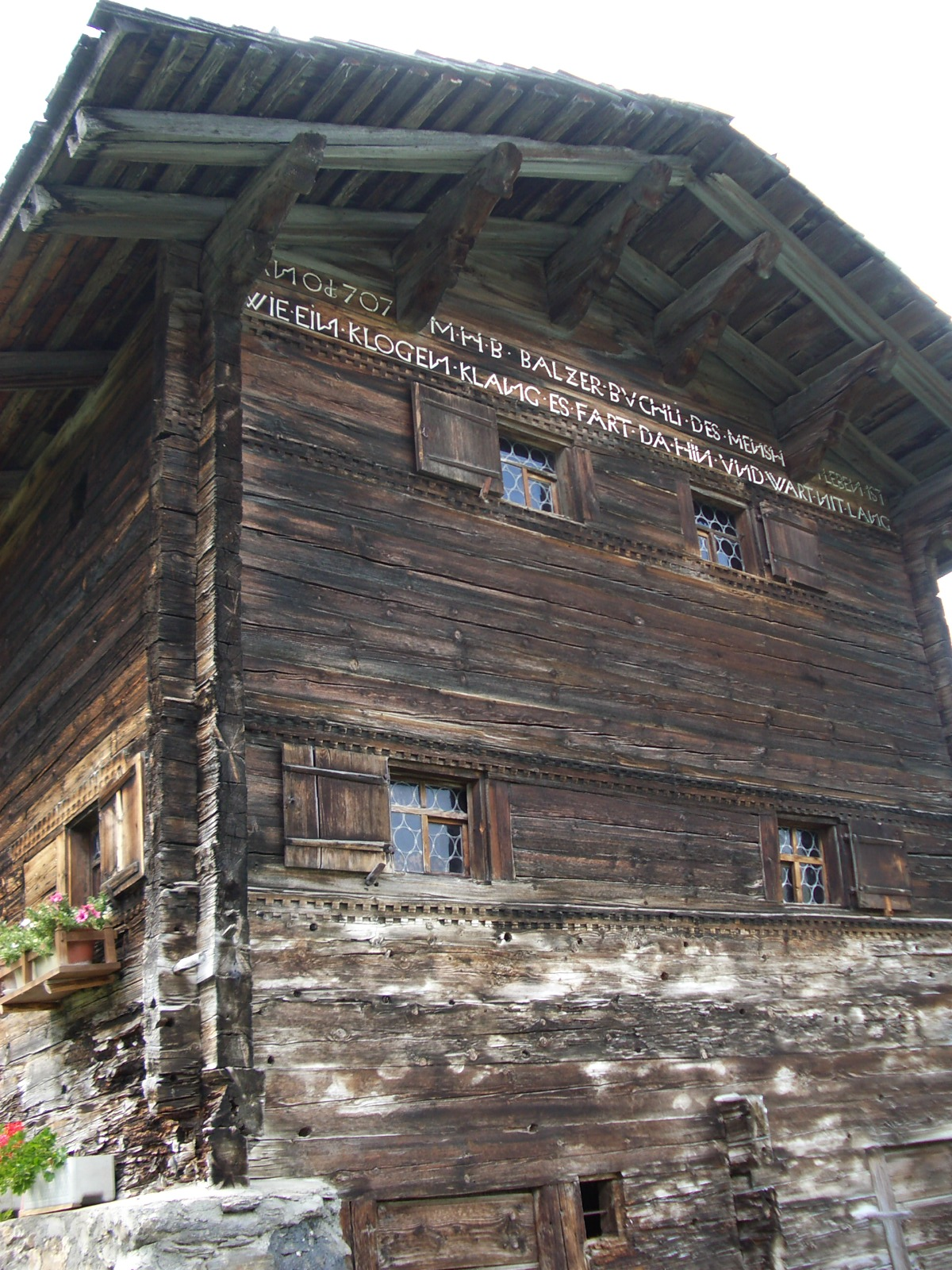
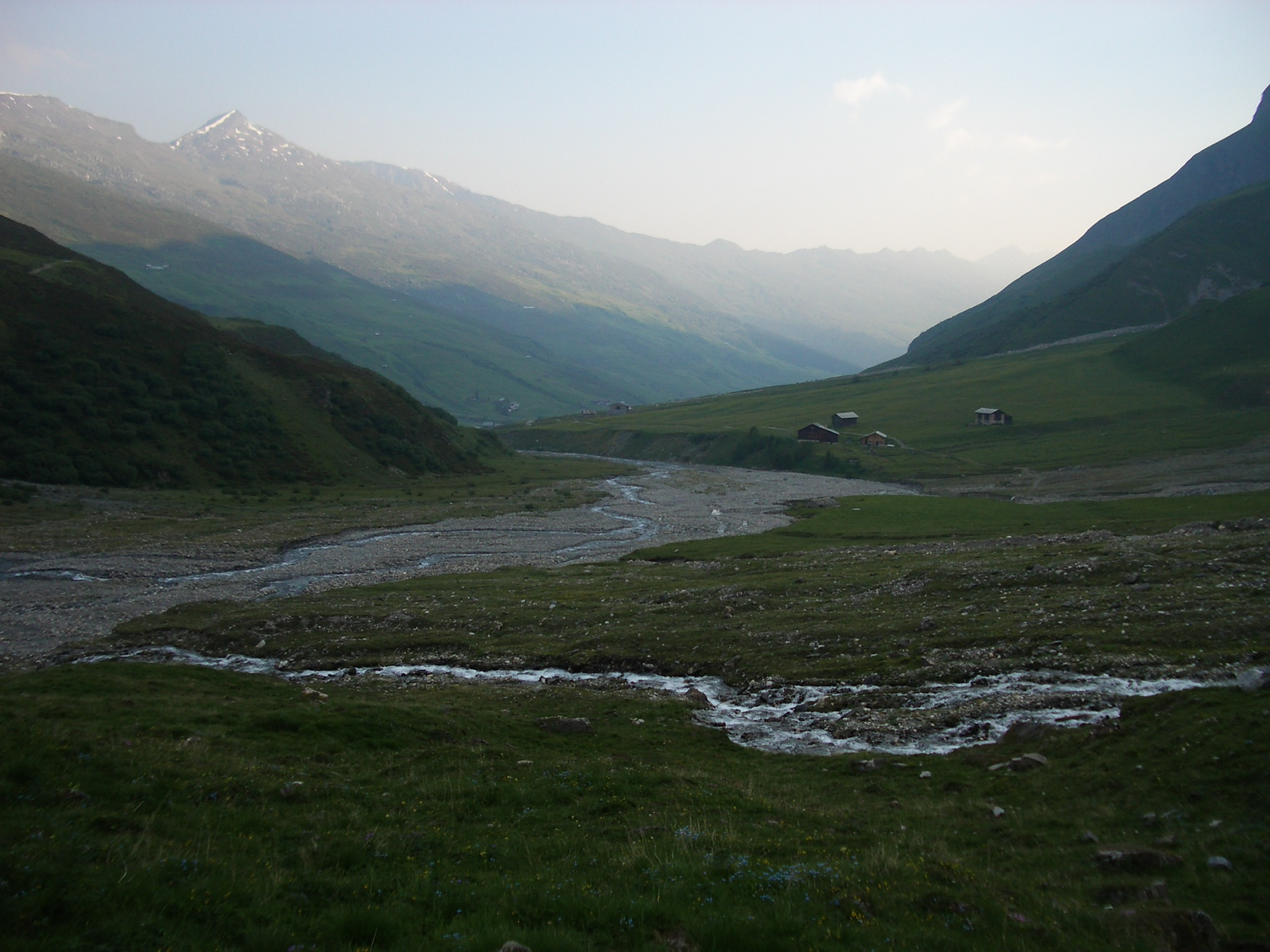
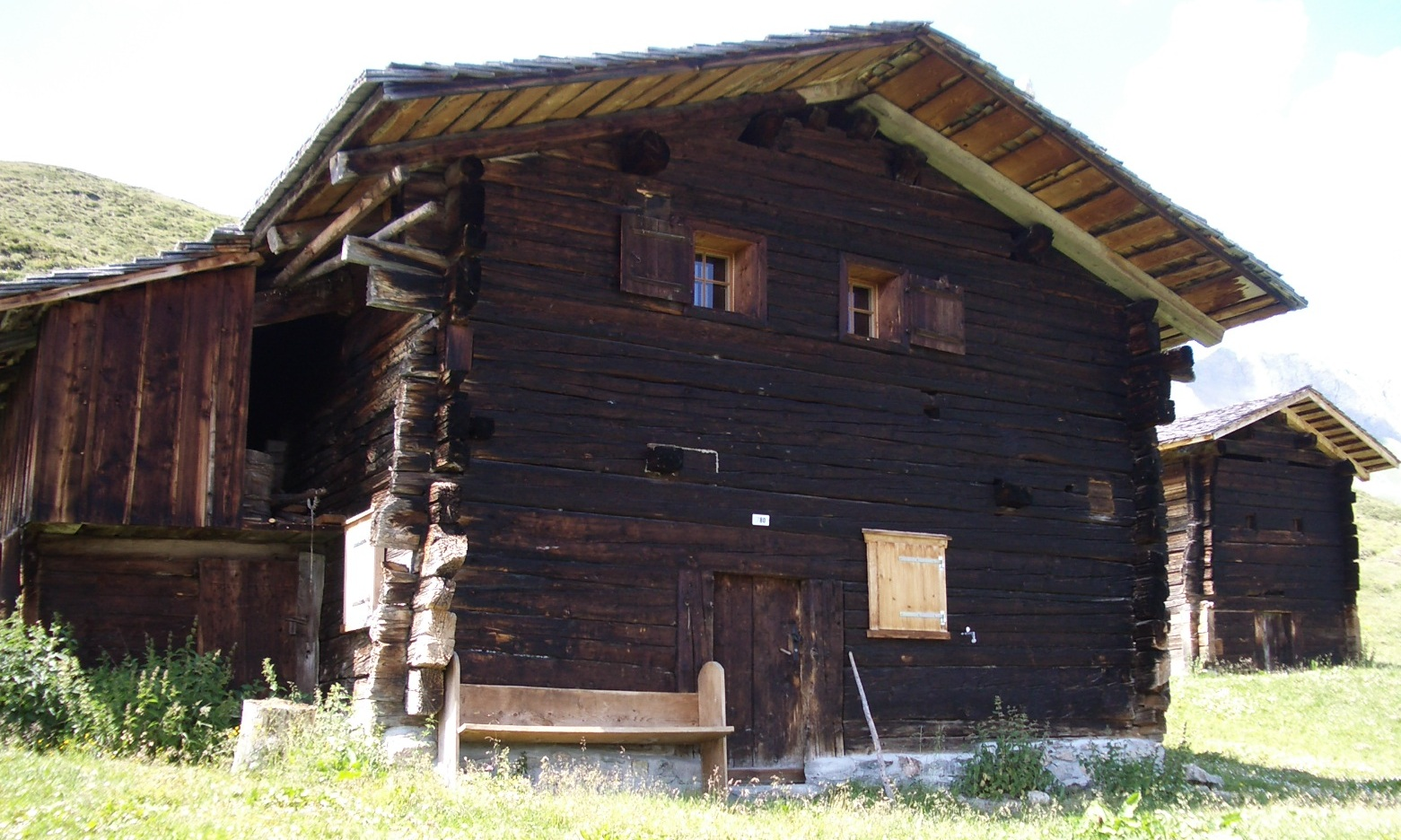
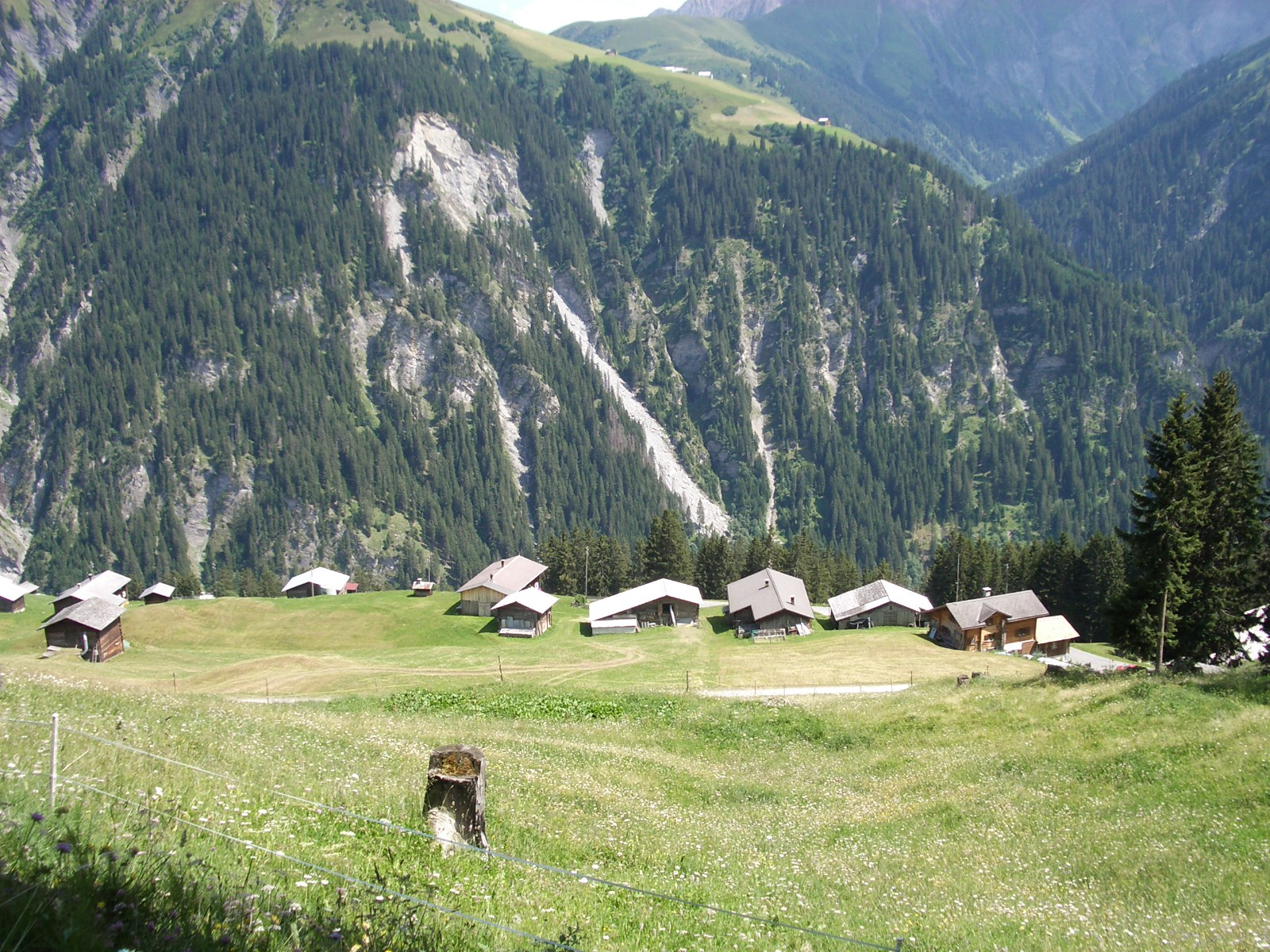